# The Heavy (гурт)
The Heavy — англійський рок-гурт із міста Бат графства Сомерсет, що в Англії, створений 2007 року. Колектив випустив шість альбомів, а також широкий спектр синглів. Їх музика, а особливо сингл 2009 року «How You Like Me Now?», широко використовувався в кіно і на телебаченні.

## Дискографія
- Great Vengeance and Furious Fire (2007)
- The House That Dirt Built (2009)
- The Glorious Dead (2012)
- Hurt & the Merciless (2016)
- Sons (2019)
- Amen (2023)